# Ernst Kudrass
Ernst Kudrass, teilweise auch Ernst Kudraß geschrieben, (* 17. September 1924 in Naselwitz, Schlesien; † 24. Dezember 2019) war ein deutscher Fußballspieler. Der Abwehrspieler gewann mit Eintracht Frankfurt 1954 die süddeutsche Meisterschaft, beim Gewinn des deutschen Meistertitels 1959 gehörte er – ohne Einsatzminute – zum Kader. Dabei bestritt er 231 Oberligaspiele, in denen er vier Tore erzielte, sowie acht Einsätze in der Endrunde um die deutsche Meisterschaft.

## Sportlicher Werdegang
Kudrass spielte als Teenager beim Schweidnitzer FV Manfred von Richthofen, der sich 1941 dem DSV Schweidnitz anschloss. Dort spielte er unter anderem in der Gauliga Niederschlesien.
Im Zweiten Weltkrieg geriet Kudrass als Angehöriger der Kriegsmarine in britische Kriegsgefangenschaft. Von dort kam er 1948 nach Frankfurt am Main und schloss sich Eintracht Frankfurt an, wo er sich auf Anhieb als Stammspieler der in der Oberliga Süd antretenden Mannschaft etablierte. Insbesondere mit Adolf Bechtold bildete er dabei ein erfolgreiches Verteidigerpaar. In der Spielzeit 1952/53 gewann er mit der Mannschaft vor Titelverteidiger VfB Stuttgart die süddeutsche Meisterschaft, anschließend kam er in allen sechs Partien der Gruppenphase der Meisterschaftsendrunde 1952/53 zum Einsatz. Nach Auftaktsiegen gegen den 1. FC Köln und Holstein Kiel setzte sich der 1. FC Kaiserslautern in beiden Duellen durch. Letztlich blieb der Mannschaft vom Riederwald nur der zweite Platz, während die Pfälzer sich nach dem Endspielsieg gegen Stuttgart den Titel holten. In der folgenden Spielzeit reichte es als Vizemeister der Oberliga hinter den Stuttgartern erneut zur Teilnahme an der Endrunde um die deutsche Meisterschaft, im wegen der Weltmeisterschaftsendrunde 1954 verkürzten Modus verloren die Hessen beide Spiele gegen den 1. FC Kaiserslautern bzw. den 1. FC Köln.
In den folgenden Spielzeiten platzierte sich Kudrass an der Seite von Spielern wie Richard Kreß, Hans Weilbächer, Eberhard Schymik, Werner Heilig und Torwart Helmut Henig weiterhin mit der Eintracht im vorderen Tabellendrittel, es reichte jedoch nicht zum erneuten Einzug in die DM-Endrunde. Am 11. November 1956 verletzte er sich im Oberliga-Auswärtsspiel beim TSV Schwaben Augsburg schwer, als bei einer Abwehraktion gegen den Augsburger Stürmer Ernst Schmelzinger dieser mit durchgestrecktem Bein agierte und Kudrass' linker Unterschenkel brach. Dies blieb der letzte Einsatz in der Oberliga für Kudrass, der zwar weiterhin offiziell dem Erstliga-Kader angehörte, aber nach seiner Genesung nur noch für die Eintracht-Amateurmannschaft im Ligabetrieb antrat. 
1962 beendete Kudrass seine aktive Laufbahn und wechselte auf die Trainerbank bei der Amateurmannschaft. Nachdem er 1966 nach Urberach gezogen war, übernahm er kurzzeitig den Trainerposten beim FC Viktoria 09 Urberach.
Bis ins hohe Alter besuchte Kudrass Eintracht-Spiele. Hauptberuflich war er als Installateur tätig.